# Џим Белуши
Џејмс Адам Белуши (енгл. James Adam Belushi; Чикаго, 15. јун 1954) амерички је глумац албанског порекла.

## Детињство и младост
Белуши је рођен у Чикагу, савезна држава Илиноис, као син Агнеш (рођене Самарас) која је радила на фарми коза и Адама Белушија, албанског имигранта и власника ресторана који је напустио родно село 1934. када је имао 16 година. Након матурирања на Wheaton централној гимназији, Белуши похађа College of DuPage и дипломира на универзитету Јужни Илиноис.

## Приватни живот
Белуши се женио три пута и има троје деце. Оженио се Сандром Давенпорт 17. маја 1980. и са њом има сина Роберта, рођеног 1981. У браку са Марџори Бренсфилд је био од 1990. до 1992. У браку са Jennifer Sloan је од 2. маја 1998. са којом има кћерку Џејмисон (рођену 1998) и сина Џареда (рођеног 2002).
Џејмсов старији брат Џон Белуши (24. јануар 1949 — 5. март 1982) је био глумац и музичар, а остао је најпознатији по улози у филму Браћа Блуз.

## Филмографија
| Улоге Џејмса Белушија |                                 |                           |                                                  |          |
| Година                | Српски назив                    | Изворни назив             | Улога                                            | Напомена |
| 1981                  | Лопов                           | Thief                     | Бери                                             |          |
| 1983                  | Коло среће                      | Trading Places            | Харви                                            |          |
| 1985                  | Човек са једном црвеном ципелом | The Man with One Red Shoe | Морис                                            |          |
| 1986                  | Мала продавница страве          | Little Shop of Horrors    | Патрик                                           |          |
| 1986                  | Салвадор                        | Salvador                  | Доктор Рок                                       |          |
| 1986                  | Џампин Џек Флеш                 | Jumpin' Jack Flash        | Various - Cab Driver, Police officer, Repair Man |          |
| 1986                  |                                 | About Last Night          | Bernie Litgo                                     |          |
| 1987                  |                                 | The Principal             | Rick Latimer                                     |          |
| 1987                  |                                 | Real Men                  | Nick Pirandello                                  |          |
| 1988                  | Црвено усијање                  |                           | детектив наредник Арт Ридзик                     |          |
| 1989                  | К-9                             | K-9                       | детектив Мајкл Дули                              |          |
| 1990                  |                                 | Taking Care of Business   | Jimmy Dworski                                    |          |
| 1990                  |                                 | Mr. Destiny               | Larry Joseph Burrows                             |          |
| 1991                  | Коврџава Сју                    |                           | Bill Dancer                                      |          |
| 1991                  |                                 | Diary of a Hitman         | Shandy                                           |          |
| 1992                  |                                 | Traces of Red             | Jack Dobson                                      |          |
| 1992                  |                                 | One Upon A Crime          | Neil                                             |          |
| 1994                  |                                 | Royce                     | Shane Royce                                      |          |
| 1995                  |                                 | Canadian Bacon            | Reporter, Charles Jackal                         |          |
| 1996.                 | Турбо тата                      |                           | Деда Мраз у супермаркету                         |          |
| 1999.                 | Плес анђела                     |                           |                                                  |          |
| 2002                  |                                 | Snow Dogs                 | Demon (глас)                                     |          |
| 2005                  | Ко је сместио Црвенкапи?        | Hoodwinked!               | Woodsman (глас)                                  |          |